# Nina Živanevskaja
Nina Aleksandrovna Živanevskaja (Samara, 24. lipnja 1977.) je španjolska plivačica ruskog porijekla.
Iako je osvajala medalje i na OI i SP, najveći uspjeh je ipak postigla na europskim prvenstvima osvojivši 4 zlatna odličja.
Nakon što se udala i promijenila državljanstvo od 1999. godine nastupa za Španjolsku.